# فرودگاه جرج واین گارتنر ال چارلز
فرودگاه جرج واین گارتنر ال چارلز (به انگلیسی: George F. L. Charles Airport) یک فرودگاه همگانی با کد یاتا SLU است که یک باند فرود آسفالت دارد و طول باند آن ۱۷۴۸ متر است. این فرودگاه در کشور سنت لوسیا قرار دارد.